# Portomaso Business Tower

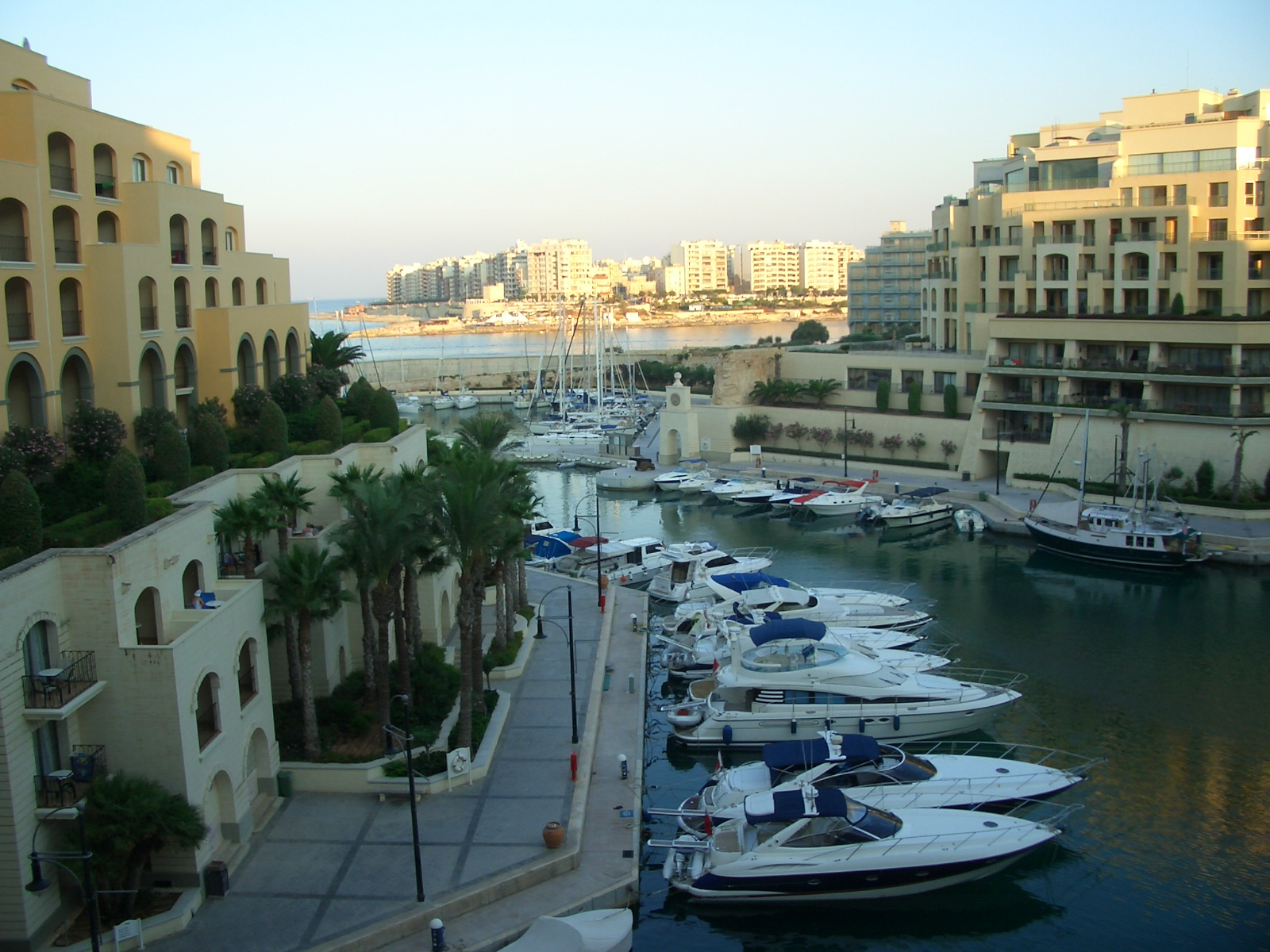
Bahía de Portomaso

Situada en el corazón de St. Julians, la artística Torre Portomaso Business se ha convertido en el paisaje más moderno de Malta. Con sus 98 metros de altura, se construyó con altas exigencias para ofrecer una calidad óptima para el ambiente de negocios. Abierta desde 2001, la torre se erige 23 pisos arriba y cuenta con numerosas instalaciones, incluyendo una recepción abierta 24 horas y aparcamiento subterráneo. Es el punto de referencia en los negocios de Malta.

## Descripción de la torre y del área
La mayoría de los pisos son de 295 metros cuadrados. Sin embargo, los pisos 1 a 6 son algo más grandes, llegando a los 465 m². La torre también ofrece aparcamiento y servicios las 24 horas. El piso cero es también un centro comercial llamado Arkadia.
St. Julian's es ahora una extensión de Sliema aunque empezó como un pequeño puerto de pesca asentado en Spinola y Balluta Bays. Como Sliema, ahora es un gran centro residencial y de turismo, y hogar de algunos de los más nuevos hoteles de Malta. St. Julian's limita con Paceville, el centro de la vida nocturna de Malta, donde hay numerosos clubes nocturnos, casinos, restaurantes, cafeterías y bares. La pintoresca Spinola Bay sigue siendo usada por los pescadores cuyos barcos son atracados justo bajo el restaurante. La bahía es particularmente atractiva por la noche. El elegante Spinola Palace, construido en 1658 por un caballero italiano, Giovanni Spinola, es el paisaje histórico de la bahía.